# 法学专业证书
法學專業證書（英語：Postgraduate Certificate in Laws，簡稱P.C.LL.）是香港一年全日制或兩年兼讀制學士後密集式法律專業執業課程。
這是根據香港法例《法律執業者條例》、《實習律師規則》及《大律師（認許資格及實習）規則》規定的法律執業認許資格之一。修畢課程並通過校內試的畢業生可以透過「見習律政人員計劃」向香港律政司申請成為見習律政人員，或受僱於一間律師事務所後向香港律師會申請成為實習律師並至少2年，或向香港大律師公會申請成為實習大律師，並以至少一名執業年期不少於5年的執業大律師作為導師 (Pupil Master)， 俗稱「師傅」，至少6個月。
法學專業證課程現由香港大學、香港中文大學及香港城市大學提供。此課程比照英格蘭及威爾斯的法律實務課程及大律師專業培訓課程及馬來西亞的法律執業證書。
不同於著重法律知識及理論研究的法律學位，法學專業證書課程強調法律專業執業時需要的技能及法律程序。

## 歷史
1969年，在香港大學設立法學學士學位的同時，時任香港最高法院首席大法官及香港大學校長共同組成了一個工作組，以考慮建立專業考試讓學生從而在香港獲認許成為大律師或事務律師的資格。 此前，香港大學的法學士課程畢業生仍需要前往倫敦或其他英聯邦國家報考相關法律專業考試及滿足當地執業的其他要求並獲得認許，方能回港以律師或大律師身分執業。
法學專業證書課程最初由當時的香港大學法學部(Department of Law)設計及授課，其必修科目從1972首次開設時的7個，即民事訴訟、民事訟辯、刑事訴訟、刑事訟辯、公司及商業貿易、物業交易I和專業實務及管理，仍然保留到現在。
1991年，香港城市大學及香港大學專業進修學院亦開設法學專業證書課程。
1998年，香港大學專業進修學院開設的法學專業證書課程其後併入香港大學法律系，改為成為其兼讀制課程。
2008年，香港中文大學開設法學專業證書課程。
2010年，香港城市大學取消兼讀制課程，並將兼讀制學額悉數轉為全日制學額。取消兼讀制課程的官方原因是校方認為其法學專業證書課程的學生應該至少每天投放8-9小時在課程的研習上，而兼讀制的學生通常因為在職原因而難以投放如此時間於學習上以致難以達到課程要求他們參與課程的程度。而且全日制課程的修課時間僅為9個月，若學生是有志投身法律專業，應該放棄工作9個月並報考全日制課程以展示他們對這個課程的「奉獻精神」("take a 9 month break from their current job and show dedication by joining our full time programme")。在坊間流傳的原因是，2009年，有大量兼讀制學生經常缺席課堂而導致法律學院的教員一怒之下決定永久取消兼讀制課程。
2016年1月，香港律師會宣布，由2021年起按計劃推出一項新統一評核機制 - 「統一執業試」("CEE")。認可人士必須於統一執業試取得及格成績才可訂立實習律師合約。該會後來又建議先增設「律師會考試」，讓未能入讀法學專業證書課程或有意接受其他合資格職業培訓的人，預計最快在2019年年至2020年學年舉行。
2020年5月29日，香港律師會發表聲明指該會正商討任何人透過《實習律師規則》第7（a）條中，列明的「律師會規定、指定或認可的考試」而成為高等法院律師的建議方案。當有關建議定案後，律師會將提供詳情給各持份者並向其作出諮詢。因此有關「統一執業試」和「律師會考試」的建議，將不會於2022-2023學年前實施。

## 課程提供院校
法學專業證課程現由三間香港大學院校提供：
- 香港大學[5]
- 香港城市大學[6]
- 香港中文大學[7]

## 作為事務律師及大律師的法律執業認許資格
與英格蘭和威爾士地區一樣，香港的律師專業分為律師和大律師。在修畢課程並幾個通過校內試後：
- 尋求成為事務律師的畢業生需要向律師事務所申請實習律師訓練合約(Training Contract)，簡稱TC，及向香港律師會申請註冊及批准有關合約並以實習律師的身分接受為期24個月的訓練。[2]

- 尋求成為大律師的畢業生需要向至少一名具有不少於5年大律師資歷者的執業大律師申請成為其實習大律師，俗稱「徒弟」，及向香港大律師公會申請註冊及批准有關實習安排並跟隨該名執業大律師工作12個月。在完成首6個月的實習工作後，實習大律師可以向香港高等法院原訟法庭申請認許成為大律師(Call to the Bar)並獲得向大律師公會申請有限度執業的資格。在完成其後6個月的實習工作及完成香港大律師公會的高級法律進修計劃後，實習大律師可以向大律師公會申請全面執業資格成為執業大律師。[3]

- 若畢業者尋求成為見習律政人員，可向香港律政司申請見習律政人員計劃。該計劃的目的在於為見習律政人員提供符合香港律師會或香港大律師公會規定的實習訓練，並讓他們從政府律師負責的各類法律工作中汲取經驗。見習律師參加的兩年制計劃的實習安排包括：(a)派往民事法律科工作九個月；(b)派往刑事檢控科工作六個月；(c)派往私人律師行工作六個月；以及(d)根據個別見習人員的意願，派往一個屬法律／司法組別的政府部門(包括法律援助署、知識產權署、破產管理署、地政總署轄下法律諮詢及田土轉易處、土地註冊處及公司註冊處)或本司的法律草擬科或憲制及政策事務科工作三個月。見習大律師參加的一年制計劃的實習安排包括：(a)派往民事法律科工作三個月；(b)派往刑事檢控科工作五個月；(c)派往司法機構跟隨法官實習一個月；以及(d)跟隨私人執業大律師實習三個月。[8]

## 課程入讀資格
一般而言，申請人需要證明其英文水平及用於「資格檢定」的學術法律教育資歷中具備9個核心科及3個銜接科目而學術成績已經達到所需水平。

### 用於「資格檢定」的學術法律教育資歷 ("Qualifying" Academic Legal Education Qualification)
由2008年9月起，任何法學專業證書課程申請人需要符合若干收生條件，包括須在11個核心科目、3個銜接科目及英文水平達到所需水平。鑑於法律教育及培訓常設委員會認為原有的民事訴訟及刑事訴訟科目的課程與法學專業證書中對應的學科存在不必要的重疊，由2021的香港法學專業證書課程收生年度開始，民事程序及刑事程序不再視為法學專業證書課程的收生要求學科，11個核心科目改為9個。

### 核心科目
申請人所持有法學學位如非由香港三所開辦法學士，包括法學士、聯合法學士或法學士雙學位，或法律博士課程的大學所頒授，或擁有獲開辦法學專業證書課程院校承認的其他認可法學專業資格，可藉以下方式修畢上述9個核心科目，證明達到所需水平：
現時，法學專業證書課程入學核心科目共有9個，即合約法、侵權法、憲法、刑事法、土地法、衡平法、商事法、證據法及商業組織。
- 在香港以外的普通法地區取得的用於「資格檢定」的學術法律教育資歷的過程中修畢有關科目並獲得法學專業入學資格考試委員會豁免參加有關學科的法學專業入學資格考試 (Exemption)（除銜接科目外，法學專業入學資格考試只包括商事法、證據法及商業組織。因此申請人用於「資格檢定」的學術法律教育資歷必須已經包含其餘6科核心科目並獲得法學專業入學資格考試委員會批出豁免。一般而言，在英格蘭及威爾斯、北愛爾蘭、澳洲、紐西蘭及新加坡等司法管轄區獲得的用於「資格檢定」的學術法律教育資歷均會獲得其餘6科核心科目的豁免。從其他實行混合法制的司法管轄區，例如美國部分州份和蘇格蘭，的用於「資格檢定」的學術法律教育資歷亦有機會獲得豁免）；

- 在提供法學學士和/或法律博士的香港的大學，作「內部」訪問學生，修畢核心科目，並通過考試 (一般而言，在有關大學的法學碩士等課程修讀相關學科或向有關大學申請修讀上述特定學科的申請人均可視為「內部」訪問學生。有關學科的學術成績有機會獲得法學專業入學資格考試委員會豁免)；及／或

- 在香港法學專業入學資格考試中，成績合格。

### 銜接科目
現時，法學專業證書課程入學核心科目共有3個，即香港憲法、香港法律制度及香港土地法。
如申請人用於「資格檢定」的學術法律教育資歷沒有在以下三個科目取得及格成績（通常指在香港以外的普通法地區取得有關資歷而未有修讀有關學科的申請人），則須證明對以下三個銜接科目有充分認識。
申請人可藉以下任何一種方式，證明對三個銜接科目有充分認識：
(a)以“內部”訪問學生身分，在香港三所頒授法學士及／或JD學位的大學之一修畢有關科目，並且考試及格；及／或 
(b)在修讀於香港授課和頒授的英國及香港法律深造文憑的過程中，修畢有關科目；及／或 (c)在香港法學專業入學資格考試中，有關科目取得及格成績。

### 英文水平
無論申請人是否來自以英語作為母語的國家或其教育資歷是否以英語作為授課語言或其用於「資格檢定」的學術法律教育資歷是否從香港三所開辦香港資歷課程的大學取得，任何法學專業證書課程的申請人必須證明其英語能力已達到一定水平，即IELTS成績一般至少應達到7分。有關成績必須為每年申請截止日期前不多於3年內取得。此項標準由法律教育及培訓常設委員會設立，其要求相比澳洲及英格蘭及威爾斯等司法管轄區的相關課程或認許條件更嚴苛，因此等司法管轄區均允許申請人在滿足若干條件下能夠獲得豁免及/或接納其他英語水平測試成績，尤其是IELTS考試動輒需花費港幣2千多元考試費用而申請人不會獲得任何大學或政府資助或補貼。同時，縱使此等司法管轄區亦設有IELTS水平要求，其要求的IELTS整體指定/決定性水平均比法律教育及培訓常設委員會設立設立的標準為高。英格蘭及威爾斯司法管轄區要求申請人在IELTS中每項測試範疇達到7.5分的指定/決定性水平，澳洲要求尋求認許的申請人在IELTS中分別在聆聽及閱讀範疇達到7分、寫作範疇達到8分及說話範疇達到7.5分的指定/決定性水平。
另外，當中文和英文同是香港的官方語言而中文在香港法律程序的使用率與日俱增時，法律教育及培訓常設委員會從未設定任何中文水平要求作為法學專業證書的收生條件。
現時法律教育及培訓常設委員會的英語水平規定的政策為：
- 規定所有報讀法學專業證書課程的申請人，無論他們來自何處，均須遞交IELTS的成績；

- 修讀法學專業證書課程的申請人，須在IELTS中整體上達到7分的指定/決定性水平；

- 應准許報讀法學專業證書課程的申請人在報讀課程後才遞交IELTS成績，但不得遲於開辦法學專業證書課程的院校共同協定的日期；

- 開辦法學專業證書課程的院校除非於指定期限前收到申請人遞交的 IELTS 成績，否則不得向申請人提供最後錄取機會；

- 在指定期限前未有遞交IELTS成績的申請人，一概不應獲錄取入讀法學專業證書課程；及

- 就報讀法學專業證書課程而言，IELTS 成績的有效期為 3年，因此，報讀法學專業證書課程的申請人遞交的IELTS成績，必須為報讀課程截止日期前3年內於IELTS測試中取得的成績。

## 法學專業入學資格考試 (PCLL Conversion Examination)

### 背景
法學專業入學資格考試在坊間又被直譯作轉換試(Conversion Examination)。
學生可以先完成普通法法律學位課程，然後通過法學專業入學資格考試，即可報讀法學專業證書課程。但法學專業入學資格考試並無學術資歷報考限制，正修讀法律課程及準法律學生均可報考。
法學專業入學資格考試最初涉及11個必修科目和3個銜接科目，2020年後改為9個個必修科目和3個銜接科目。考試旨在讓具有海外學習經歷的申請人達致法學專業證書課程的收生要求。法律專業入學資格考試是由獨立的委員會負責監察，而該委員會是在常委會的職權範圍內運作。法學專業入學資格考試是在《香港法律教育及培訓報告書》之後創立，該機制旨在確保海外畢業生對香港法律有足夠了解以報讀法學專業證書課程。
法律教育及培訓常設委員會最初的建議是開辦入學資格課程，而非設立入學資格考試。不過法律教育及培訓常設委員會最後沒有選擇此方案。
此決定的其中一個負面後果是，在一些人看來，法學專業入學資格考試主要變成進入法律專業的另一個障礙。 法學專業入學資格考試於每年的1月和6月舉行，考生可以分多次報考不同科目或一整次報考全部科目，報考和重考次數不受限制。

### 評核結果
目前，法學專業入學資格考試的成績僅分為及格與不及格。法律教育及培訓常設委員會正研究將評核改為評分制。

### 可供應考科目
從2021年1月開始，包括銜接科目，可供應考科目由8個減為6個，原本的刑事訴訟程序(Criminal Procedure)及民事訴訟程序(Civil Procedure)被納入法學專業證書的課程內教授：
- 商事法(Commercial Law)
- 證據法(Evidence)
- 商業組織 (Business Association)
- 香港憲法（Hong Kong Constitutional Law）
- 香港法律制度 (Hong Kong Legal System)
- 香港土地法 (Hong Kong Land Law)

### 改為評分制
法律教育及培訓常設委員會顧問在其《香港法律教育及培訓全面檢討顧問最終報告書》中同意將法學專業入學資格考試改為評分制，然後將分數作為錄取的考慮因素之一，可更全面地了解非香港法學院學生的表現，亦可提升本港與海外畢業生之間在評核方面的平等性。顧問承認，倘若實施上述方案，儘管實際的評分問題並無困難(目前考試已按確切分數進行評定)，但是否應當對該項考試進行評分，這一問題則更加值得探討。有觀點認為，設立評分制的做法已違背該考試的初衷，會令其成為學生獲取執業資格的過程中又一道難以逾越的障礙。相反，有人則認為評分制將使競爭更加公平，因為(在通常情況下) 海外畢業生享有優勢，其在本科一年級階段的表現及法學專業入學資格考試(考慮其) 的表現均不會“計入”整體學位等級。如為採納評分制而訂定適當的過渡期，則應向各界通告此項變更；顧問建議至少應為三年。在設定及格線時亦須慎重考慮。顧問了解到，該項考試的不及格率相對較高，這可能反映該考試並無任何指定的備考課程，以及學生可在法律學習的任何階段參加(及再次參加)考試而不受懲罰等情況。因此，倘若實施評分制，則及格線應根據實際分數曲線設定，而該曲線可參考目前的成績分佈情況得出。如學生多次應考，則需考慮是否應將其後續各次成績全部納入評審，抑或以最高分或平均分為準。各院校亦需評估是否將 應考次數作為錄取標準的一項考慮因素。 常委會主席鄧楨法官表示常委會將於未來幾個月內仔細研究最終報告書，並適時提交意見和有關未來發展的建議，供政府作考慮。

### 整體合格率

#### 2020年[15]
在2020年 1 月及 6 月舉行的入學資格考試，分別有 619名及 539名 考生參加，應考 8 個指定的不同必修科目。
就考試科目的平均及格率而言，2020年 1 月的考試為 61.43% (2019 年 1 月的考試為 60.19%)，而 2020 年 6 月的考試為 63.51% (2019年 6 月的考試為 59.52%)。

#### 2019年[16]
在2019年1月及6月舉行的入學資格考試，分別有703名及623名考生參加，應考8個指定的不同必修科目。
就考試科目的平均及格率而言，2019年1月的考試為60.19%(2018年1月的考試為59.26%)，而2019年6月的考試為59.52%(2018年6月的考試為60.32%)。

#### 2018年[17]
2018年1月及6月舉行的入學資格考試，分別有742名及663名考生參加，應考8個指定的不同必修科目。
就考試科目的平均及格率而言，2018年1月的考試為 59.26%(2017年1月的考試為66.27%)，而2018年6月的考試為60.32%(2017年6月的考試為55.32%) 。

#### 2017年[11]
2017年1月及6月舉行的入學資格考試，分別有702名及674名考生參加，應考8個指定的不同必修科目。
就考試科目的平均及格率而言，2017年1月的考試為66.27% (2016年1月的考試為71.5%)，而2017年6月的考試為55.32% (2016年6月的考試為70.2%)。

## 報讀課程截止日期
報讀課程截止日期為每年的4月30日。由於報讀時需填寫的資料太多，同時個別院校對提交資格及資歷證明文件時有不同的要求，院校一般建議儘早提交申請。成績優異的申請人儘早提交申請亦可儘早獲得有條件取錄。

## 錄取標準及程序的爭議[12]
鑑於法學專業證書課程的學額競爭激烈，錄取程序受到一定程度的監督和批評。就正式標準而言，法學專業證書課程的申請人通常必須：
- 持有香港城市大學、香港中文大學或香港大學的法學學士或法律博士學位，或

- 持有任何一個普通法司法管轄區內或認可海外機構的同等法律學歷資格，例如法學士、法律博士、法律專業共同考試或法律深造文憑等；

- 並提供有效證據證明其已經成功修畢9個核心科目及香港銜接科目

錄取制度注重學術質素。申請人需要至少獲得二級乙等榮譽（或法律博士或法律專業共同試課程的同等等級或學業成績平均績點），但實際上競爭如此激烈，以致事實上需要至少取得二級甲等榮譽學位，方有機會獲得錄取。申請人的英語水平必須達到一定水平，即雅思成績一般至少應達到7分，並需滿足首選院校的其他特設錄取標準。此錄取制度要求申請人案先後次序選擇開辦課程的院校，這種作法事實上亦是一項錄取標準，因為第二或第三選擇申請獲成功錄取的機率相對較低。錄取程序一直飽受批評，主要集中在：
- 錄取制度缺乏透明

- 對於開辦法學專業證書的各所院校之間所設的錄取標準是否一致的擔憂；

- 申請人須按次序填報申請，這導致申請存在碰運氣的因素，因為申請人往往會猜測各個院校的申請人的整體質素，以及其自身的最終表現

- 各個院校在甄選不同學位的畢業生時，以及在甄選本校學生及其他（特別是海外）大學的學生時，可能存在利益衝突

## 擴大可獲錄取入讀的對象群

### 背景
鑒於獲錄取入讀法學專業證書課程是法律課程畢業生成為律師的唯一途徑，香港立法會司法及法律事務委員會部分委員曾經促請 3 間法律學院考慮錄取以往未獲錄取入讀法學專業證書課程但其後累積了若干年法律工作經驗的法律課程畢業生;或另行規定該等法律課程畢業生須通過由法律學院舉辦的公開考試。大律師公會亦表示支持擴大可獲錄取入讀法學專業證書課程的學生的對象群。
在2016年4月的事務委員會上，港大法律學院表示，該學院已推行一項試驗計劃，為介乎能否獲得取錄之間的法學專業證書課程申請人進行面試，並以其面試表現、法律工作經驗及其他因素作為考慮決定是否予以取錄。中大法律學院表示，該學院已成立專責小組，針對由於學術表現而未獲錄取入讀該學院法學專業證書課程的人士，研究為他們提供入讀該法學專業證書課程的另一途徑。該學院亦計劃增加2016-2017年度法學專業證書課程的學額。城大法律學院表示，該學院預留了若干名額予首次報讀法學專業證書課程時未獲錄取的申請人，在考慮相關因素(尤其是申請 人的工作經驗)後決定是否予以取錄。該學院會檢視如何對法學專業 證書課程的收生政策再作修訂。

### 實施情況
- 香港大學：為兼讀課程的申請人保留學額10-15個。申請人須證明其學術成績分數上的競爭力雖然不足，但其具有足夠的法律工作經驗。此類法律工作經驗必須為至少2年，並涉及使用法律技能，例如研究，起草和為客戶提供諮詢，但不包括實習經驗。申請人可能會被邀請參加一般在八月進行的面試。法律工作經驗的長短不是唯一的考慮因素，其工作經驗的質素亦是考慮因素之一。其他考慮因素包括申請人在其現有或過去的工作表現、面試中的表現，即申請人是否能夠展示其擁有足夠的法律技能、知識和作為未來律師的能力、法律工作經驗的持續時間和質量，包括其工作範疇。就工作經驗而言，以香港本地經驗為佳，但也會考慮海外工作經驗；和申請人的日常工作職責，以及其在工作過程中獲得專業發展的證據。[19]在2019年9月入學的法學專業證書課程學生中，289人修讀全日制課程，85人修讀兼讀制課程。兼讀制課程的酌情錄取學額上限為15人，但須衡量申請人的法律知識、全職工作經驗及面試表現(工作經驗途徑)。31名申請人進行面試後，已獲悉數分配該等學額。[20][21]

- 香港中文大學：根據申請人的學業成績並輔以連續兩年以上的與法律相關的工作經驗證據（不包括實習），預留有限數量的學位。[22] 但香港中文大學從未公佈已預留學額的實際數量，亦從未公佈每年因應此項安排而被取錄的實際學生數量。

- 香港城市大學：按照「特別取錄計劃」(Special Track Programme)，為曾經申請但未能獲成功取錄的申請人提供額外20個名額。符合條件的申請人必須證明他們已經獲得至少2年的與法律相關的實際工作經驗（例如：擔任律師助理，法律書記員，法院書記員，法律助理等），但不包括實習經驗。入圍的申請人必須參加面試。[23]

## 法學專業證書校內考試

### 首輪考試合格率
各間大學每年首輪考試合格率各異。
2019-2020學年：
- 香港大學：76.1%(一年全日制 )、72.2% 及 83.1%(兩年兼讀制一年級及二年級)
- 香港中文大學：-
- 香港城市大學：69.81%

2018-2019學年：
- 香港大學(包括一年全日制、兩年兼讀制一年及二年級學生)：77.2%
- 香港中文大學：-
- 香港城市大學：74%

2017-2018學年：
- 香港大學(包括一年全日制、兩年兼讀制一年及二年級學生)：78%
- 香港中文大學：- (若干學生有科目不及格，但獲評核委員會准許接受重新評核，年內共有10次重新評核。)
- 香港城市大學：82.6%

2016-2017學年：
- 香港大學(包括一年全日制、兩年兼讀制一年及二年級學生)：80%
- 香港中文大學：- (若干學生有科目不及格，但獲評核委員會准許接受重新評核，年內共有10次重新評核。)
- 香港城市大學：83.3%

### 重考機制
- 香港大學：在首輪考試未能獲得合格評分的科目可以在其後的補考中重考該科目。但如補考中，考生仍然未能在所有科目中過的合格評分，則學校可以運用酌情權容許考生重讀整個法學專業證書課程。[26]

- 香港中文大學：-

- 香港城市大學：-

## 課程報讀及收生人數
2020-2021學年：
- 香港大學：667人(報讀人數)；89%(第一選擇百分比)；293人為全日制，93人為兼讀制(錄取人數)；117(政府資助學額)；82%為港大法律課程畢業生(非本地大學畢業生獲得政府資助學額百分比)；57.87%(錄取率)

- 香港中文大學：324人(報讀人數)；- (第一選擇百分比)；173人(錄取人數)；- (政府資助學額)；- (非本地大學畢業生獲得政府資助學額百分比)；53.4%(錄取率)

- 香港城市大學：483人(報讀人數)；79%(第一選擇百分比)；253人(錄取人數)；53(政府資助學額)；51%(非本地大學畢業生獲得政府資助學額百分比)；52.38%(錄取率)

2019-2020學年：
- 香港大學：665人(報讀人數)；88%(第一選擇百分比); 289人為全日制，85人為兼讀制(錄取人數)；117(政府資助學額)；83%為港大法律課程畢業生(非本地大學畢業生獲得政府資助學額百分比)；56.24%(錄取率)

- 香港中文大學：292人(報讀人數)；- (第一選擇百分比)；160人(錄取人數)；- (政府資助學額)；- (非本地大學畢業生獲得政府資助學額百分比)；54.79%(錄取率)

- 香港城市大學：500人(報讀人數)；79%(第一選擇百分比)；239人(錄取人數)；53(政府資助學額)；51%(非本地大學畢業生獲得政府資助學額百分比)；47.8%(錄取率)

2018-2019學年：
- 香港大學：605人(報讀人數)；90%(第一選擇百分比)；279人為全日制，86人為兼讀制(錄取人數)；117(政府資助學額)；75%為港大法律課程畢業生(非本地大學畢業生獲得政府資助學額百分比)；60.33%(錄取率)

- 香港中文大學：283人(報讀人數)；- (第一選擇百分比)；167人(錄取人數)；- (政府資助學額)；- (非本地大學畢業生獲得政府資助學額百分比)；59.01%(錄取率)

- 香港城市大學：531人(報讀人數)；84%(第一選擇百分比)；235人(錄取人數)；53(政府資助學額)；51%(非本地大學畢業生獲得政府資助學額百分比)；44.26%(錄取率)

2017-2018學年：
- 香港大學：717人(報讀人數)；89%(第一選擇百分比)；325人為全日制，92人為兼讀制(錄取人數)；90(政府資助學額)；>80%為港大法律課程畢業生(非本地大學畢業生獲得政府資助學額百分比)；58.16%(錄取率)

- 香港中文大學：306人(報讀人數)；- (第一選擇百分比)；174(錄取人數)；- (政府資助學額)；- (非本地大學畢業生獲得政府資助學額百分比)；56.86%(錄取率)

- 香港城市大學：485人(報讀人數)；84%(第一選擇百分比)；248(錄取人數)；53(政府資助學額)；49%(非本地大學畢業生獲得政府資助學額百分比)；51.13%(錄取率)

## 課程架構[12]

### 香港大學
- 必修科目(45個學分)(5門課程)：民事訴訟（細分為民事訴訟和民事訟辯）、刑事訴訟（細分為刑事訴訟和刑事訟辯）、公司及商業貿易、物業交易I和專業實務及管理

- 選修科目(27個學分)(3門課程)：審訊訟辯、人身傷害訴訟、婚姻實務及程序、草擬商業協議、上市公司、中國實務、中文在法律實務中的應用、物業交易II、物業訴訟、遺囑、信託及遺產規劃、商業糾紛解決方案和僱傭法例及實務

### 香港城市大學
- 必修科目(30個學分)(11門課程)：民事訴訟實務、刑事訴訟實務、公司及商業實務、物業轉讓實務、遺囑及認證實務、專業操守及實務、非正審訟辯及面談、審訊訟辯、調解及談判、訴訟文件的撰寫及草擬和商業文件的撰寫及草擬

- 選修科目(6個學分)(3門課程)：大律師科目、傷亡賠償實務、家庭法實務、國際仲裁實務、金融監管實務、內地相關交易法律基礎、律師企業募款和商業撰寫及草擬

### 香港中文大學
- 必修科目(15個單元)(5門課程)：民事訴訟實務、刑事訴訟實務、商業實務、物業及遺囑實務和專業實務

- 選修科目(15個單元)(5門課程)：審訊訟辯、撰寫及草擬訴訟文件、撰寫及草擬訴訟文件(中文)、撰寫及草擬商業文件、撰寫及草擬商業文件(中文)、中國實務、貸款及融資企業融資、會議技巧及撰寫法律意見和替代訴訟糾紛解決方案

## 學費
|                   | 香港大學                            | 香港城市大學                        | 香港中文大學                        |
| ----------------- | ----------------------------------- | ----------------------------------- | ----------------------------------- |
| 全日制 (政府資助) | $42,100(本地生)/ $171,000(非本地生) | $42,100(本地生)/ $140,000(非本地生) | $42,100(本地生)/ $145,000(非本地生) |
| 全日制 (自資)     | $184,500                            | $205,200                            | $193,800                            |
| 兼讀制            | $214,000                            | (2010年後未有提供兼讀制課程)        | (從未提供兼讀制課程)                |

全日制(自資)課程的獲取錄者通過資產審查後可申請助學金。
如全日制(自資)及兼讀制課程的獲取錄者是香港永久性居民，他們可向在職家庭及學生資助事務處的學生資助處申請「擴展的免入息審查貸款計劃」(Extended Non-means-tested Loan Scheme)("ENLS")。 自2012/13學年開始，合資格學生於ENLS下設有個人終身貸款限額，有關限額於2020/21學年為港幣383,500元。